# Edicions del Bullent
Edicions del Bullent és una editorial del País Valencià creada l'any 1983 per Maribel Marco i Gabriel Sendra preocupats per la manca de publicacions infantils en català per als seus fills.
En els inicis formava part de la Federació d'Entitats Culturals del País Valencià, que editava els Premis Enric Valor (aleshores infantil) de feia poc. Des de 2009 Núria Sendra n'és una editora
Bullent convoca el Premi Enric Valor de narrativa juvenil (des del 1980) i el Premi Bernat Capó de difusió de la Cultura popular. Naix el 1983 amb vocació d'abastir els valencians en llibres de la seua llengua. Compta amb col·leccions de narrativa per als més menuts i per als més grans, i també d'assaig i de suport a l'ensenyament. És membre de l'Associació d'editors del País Valencià i de l'Associació d'Editors en llengua Catalana. També publica en castellà sota el segell Abisal. Entre les principals col·leccions hom pot citar les Rondalles Valencianes d'Enric Valor i els Quaderns autocorrectius.
Com a activitats potenciadores de la literatura convoca els següents premis literaris:
- Premi Enric Valor de literatura juvenil, conjuntament amb l'Ajuntament de Picanya.[7][8]
- Premi de difusió de la Cultura Popular Bernat Capó.[9]
- Premi Carmesina de narrativa infantil que convoca la Mancomunitat de Municipis de la Safor.[10]
- Els darrers anys també ha publicat els guanyadors del Premi Soler i Estruch de Narrativa curta que convoca Castelló[11][12][13]

Ha publicat autors com Enric Lluch i Girbés, Enric Valor i Vives, Shaudin Melgar-Foraster, Mercé Viana Martínez, Teresa Broseta Fandos, Joan Pellicer i Bataller, Ferran Torrent i Llorca